# Cornelia Dauben
Cornelia „Conny“ Dauben (* 3. Mai 1975) ist eine deutsche Triathletin.

## Werdegang
Die Sport- und Bewegungs-Therapeutin fing 1999 mit dem Triathlon an und sie startete vorwiegend auf der Lang- und Mitteldistanz.
2002 startete sie erstmals auf der Ironman-Distanz (3,8 km Schwimmen, 180 km Radfahren und 42,195 km Laufen). Im selben Jahr gewann sie auch den Ultraman Hawaii (10 km Schwimmen, 421 km Radfahren und 84 km Laufen; in drei Tagesetappen).
2007 und 2008 gewann sie auf der Triathlon-Langdistanz beim Ostseeman. Dauben startete für den Verein TriTeam TSG Sprockhövel.
Im Dezember 2019 wurde die damals 44-Jährige Zweite beim Ultraman Hawaii.
Conny Dauben lebt in Hattingen. Seit 2020 tritt sie nicht mehr international in Erscheinung.

## Auszeichnungen
- Im Januar 2019 wurde Cornelia Dauben nominiert für den „EN-Sportler 2019“.[2]

## Sportliche Erfolge
| Datum/Jahr    | Rang | Wettbewerb       | Austragungsort | Zeit     | Bemerkung                                          |
| ------------- | ---- | ---------------- | -------------- | -------- | -------------------------------------------------- |
| 21. Apr. 2013 | 53   | Hamburg-Marathon | Hamburg        | 03:18:50 |                                                    |
| 30. Okt. 2011 | 1    | Röntgenlauf      | Remscheid      | 06:02:27 | Ultramarathon: 63,3 km (1,5-fache Marathondistanz) |

| Datum/Jahr    | Rang | Wettbewerb                                       | Austragungsort | Zeit     | Bemerkung                                                                       |
| ------------- | ---- | ------------------------------------------------ | -------------- | -------- | ------------------------------------------------------------------------------- |
| 2015          | 1    | PSD Triathlon Dortmund                           | Dortmund       |          | Siegerin auf der olympischen Distanz                                            |
| 11. Aug. 2013 | 60   | Ironman 70.3 Germany                             | Wiesbaden      | 05:28:27 | Europameisterschaft über die halbe Ironman-Distanz                              |
| 16. Juni 2013 | 17   | Ironman 70.3 Berlin                              | Berlin         | 05:00:38 | bei der Erstaustragung                                                          |
| 26. Mai 2013  | 30   | Ironman 70.3 Austria                             | St. Pölten     | 04:39:12 | Das Rennen musste witterungsbedingt ohne die Schwimmdistanz ausgetragen werden. |
| 2011          | 1    | PSD Triathlon Dortmund                           | Dortmund       |          | Siegerin auf der olympischen Distanz                                            |
| 2010          | 1    | PSD Triathlon Dortmund                           | Dortmund       |          | Siegerin auf der olympischen Distanz                                            |
| 20. Juni 2009 | 43   | DTU Deutsche Triathlon-Meisterschaft Kurzdistanz | Schliersee     | 02:46:12 | Deutsche Triathlon-Meisterschaft auf der Kurzdistanz beim Alpen-Triathlon       |
| 2007          | 1    | PSD Triathlon Dortmund                           | Dortmund       |          | Siegerin auf der olympischen Distanz                                            |
| 22. Juli 2005 | 29   | ITU Triathlon Premium European Cup               | Rijssen-Holten | 02:31:43 |                                                                                 |
| 2004          | 1    | PSD Triathlon Dortmund                           | Dortmund       |          | Siegerin auf der olympischen Distanz                                            |

| Datum/Jahr    | Rang | Wettbewerb                | Austragungsort | Zeit     | Bemerkung                                                                                          |
| ------------- | ---- | ------------------------- | -------------- | -------- | -------------------------------------------------------------------------------------------------- |
| 1. Dez. 2019  | 2    | Ultraman Hawaii           | Hawaii         | 28:30:02 | Zweite hinter der Kanadierin Tara Norton                                                           |
| 7. März 2015  | 44   | Ironman New Zealand       | Taupō          | 11:27:58 | 7. Rang bei den Profi-Frauen von sieben Teilnehmern – als einzige Deutsche                         |
| 27. Sep. 2014 | 43   | Ironman Mallorca          | Alcúdia        | 11:04:00 | bei der Erstaustragung auf der Baleareninsel                                                       |
| 17. Aug. 2013 | 18   | Ironman Sweden            | Kalmar         | 10:41:08 | |
| 28. Juli 2013 | 28   | Ironman Switzerland       | Zürich         | 10:56:06 | |
| 30. Juni 2013 | 23   | Ironman Austria           | Klagenfurt     | 10:09:15 | [ 4 ]                                                                                              |
| 18. Aug. 2012 | 43   | Ironman Sweden            | Kalmar         | 11:00:03 | |
| 15. Juli 2012 | 37   | Ironman Switzerland       | Zürich         | 11:15:31 | |
| 25. März 2012 | 62   | Ironman Melbourne         | Melbourne      | 10:54:21 | |
| 27. Nov. 2011 | 35   | Ironman Mexico            | Cozumel        | 10:40:38 | |
| 31. Juli 2011 | 10   | Ironman UK                | Bolton         | 10:41:38 | |
| 5. Dez. 2010  | 17   | Ironman Western Australia | Busselton      | 10:21:52 | |
| 28. März 2010 | 17   | Ironman Australia         | Port Macquarie | 10:46:03 | |
| 2. Aug. 2009  | 2    | Ostseeman                 | Glücksburg     | 09:57:58 | |
| 2. Aug. 2008  | 1    | Ostseeman                 | Glücksburg     | 10:05:28 | |
| 11. Okt. 2008 | 72   | Ironman Hawaii            | Hawaii         | 10:45:44 | |
| 22. Juni 2008 | 7    | Ironman France            | Nizza          | 10:34    | qualifiziert für einen Startplatz bei der WM auf Hawaii                                            |
| 2007          | 1    | Ostseeman                 | Glücksburg     | 09:57:48 | persönliche Bestzeit auf der Langdistanz (3,8 km Schwimmen, 180 km Radfahren und 42,195 km Laufen) |
| 13. Okt. 2007 | 58   | Ironman Hawaii            | Hawaii         | 10:56:40 | |
| 21. Okt. 2006 | 67   | Ironman Hawaii            | Hawaii         | 10:32:51 | |
| 15. Okt. 2005 | 52   | Ironman Hawaii            | Hawaii         | 10:42:13 | |
| 2002          | 1    | Ultraman Hawaii           | Hawaii         | 28:32:59 | [ 6 ]                                                                                              |
| 25. Aug. 2002 | 42   | Ironman Canada            | Penticton      | 10:57:00 | |

| Datum/Jahr   | Rang | Wettbewerb                                      | Austragungsort | Zeit     | Bemerkung |
| ------------ | ---- | ----------------------------------------------- | -------------- | -------- | --------- |
| 9. Feb. 2020 | 6    | ITU Winter Triathlon World Championships W45–49 | Asiago         | 01:03:15 |           |

(DNF – Did Not Finish)